# Taseopteryx sericea
Taseopteryx sericea är en fjärilsart som beskrevs av Butler 1883. Taseopteryx sericea ingår i släktet Taseopteryx och familjen nattflyn. Inga underarter finns listade i Catalogue of Life.